# Spilanthes sessilis
Spilanthes sessilis là một loài thực vật có hoa trong họ Cúc. Loài này được Poepp. & Endl. miêu tả khoa học đầu tiên năm 1843.